# Beriohansa
Beriohansa là một chi bướm đêm thuộc họ Noctuidae.